# Odvardt Helmoldt von Lode
Odvardt Helmoldt von Lode, född omkring 1720, död den 3 september 1757, var en dansk kopparstickare.
Lode, som var målare i Viborg och senare i Köpenhamn, omtalas första gången 1742, då han stack ett kungligt namnchiffer på en teservis. Från 1743 kallar han sig på flera blad Chalc. Reg. Soc. Dan..
År 1745 stack han titelbladet till den samma år i Altona utkomna utgåvan av Erasmus Rotterodamus Dårskapens lov och under följande år en mångd för deras tid respektabla porträtt: Tycho Brahe, Norcross, Henning och A. G. Moltke, Erik Thott, Ole Worm, Tordenskjold, Caspar Rothe, Morten Reenberg (1746), Holberg (1752), J.L. Holstein (1757) med flera.
Först 1755 fick han akademiens silvermedalj. År 1754 hade han äktat vinhandlardottern Karen Nordrup. Lodes omständigheter var små. År 1755 beviljades det honom att sticka de tolv oldenburgska kungarna mot viss betalning. Han fick Kristian I färdig (1757), men dog samma år. Hans änka dog 1763.